# Cay

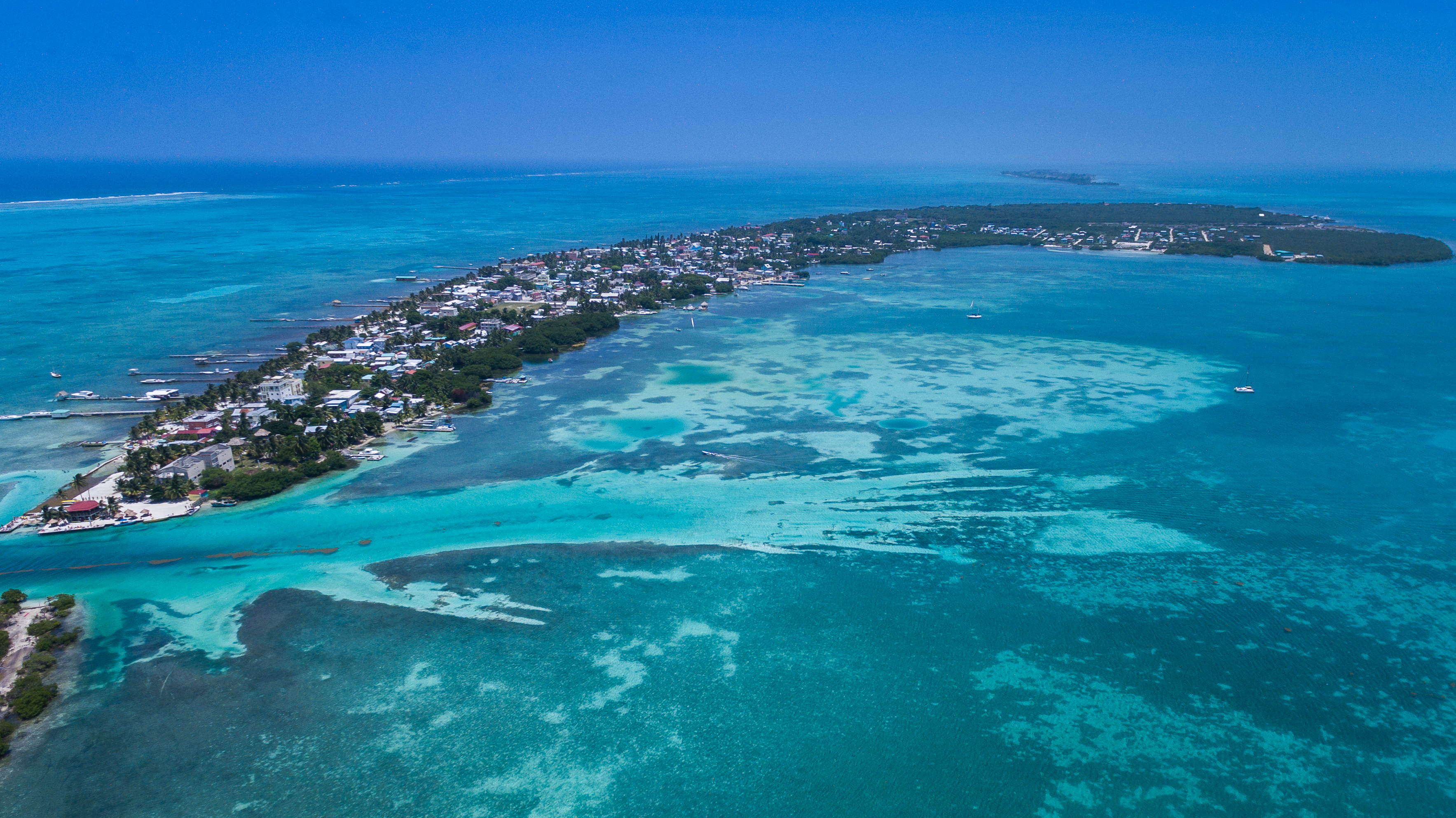
Luftbild Caye Caulker, Belize

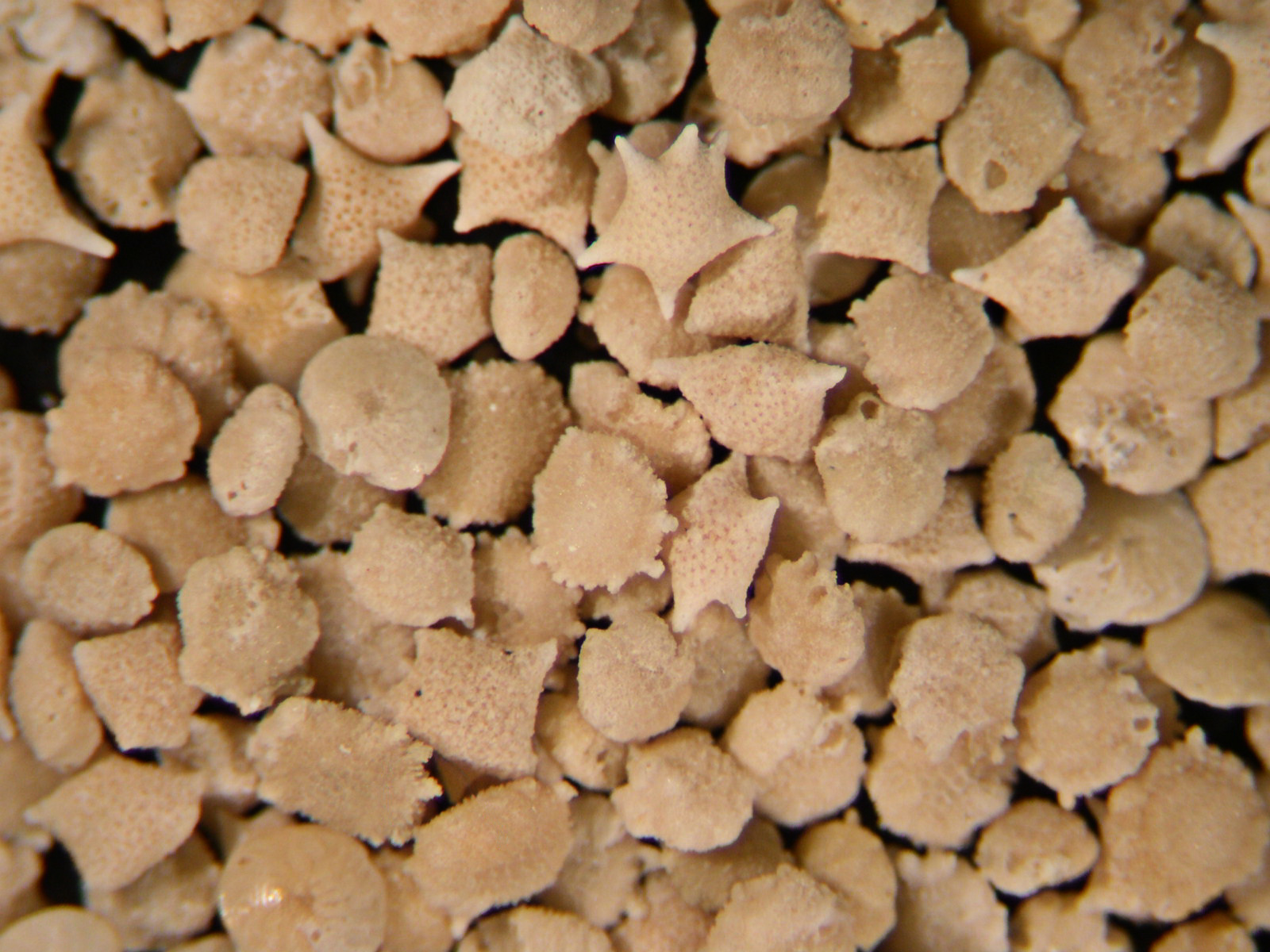
Sand von einem Cay unter dem Lichtmikroskop, Auflicht

Ein Cay (englisch cay, caye, key  [ˈkiː oder ˈkeɪ] ← [über span.(-port.) cayo] von taíno kayo) ist eine kleine flache Insel, die aus Korallen- und Sandablagerungen besteht.
Besonders bekannt sind die Cays, die die Inselkette der Florida Keys im US-Bundesstaat Florida bilden, eine davon Key West. 
Die Bezeichnung „Cay“ (oder „Caye“) tragen häufig kleine Karibikinseln, so unter anderem im Belize Barrier Reef (z. B. Caye Caulker) oder in den Bahamas, zu denen zirka 2.400 Cays gehören (z. B. Rum Cay). Im 20. Jahrhundert wurden die zu den Berry Islands gehörenden bahamaischen Cays Little Stirrup Cay und Great Stirrup Cay bekannt, als die Kreuzfahrtunternehmen Royal Caribbean International und Norwegian Cruise Line sie kauften und exklusiv für ihre Passagiere als Urlaubsziele gestalteten. Auch einige Koralleninseln des Great Barrier Reef vor Australien (z. B. Capricornia-Cays-Nationalpark) und im Indischen Ozean nennt man „Cays“.